# شبگرد کوبایی
 شبگرد کوبایی (نام علمی: Antrostomus cubanensis) نام یک گونه از تیره شبگردان است.